# Territorio equivalente
Un territorio equivalente (francés: territoire équivalent), formalmente conocido como territorio equivalente a un municipio regional de condado (francés: territoires équivalents à une MRC), es una unidad territorial utilizada por Statistics Canada y el Institut de la statistique du Québec.
Quebec está dividido en 87 municipios regionales de condado (MRC), equivalentes a los condados de otras jurisdicciones. Sin embargo, los MRC no cubren todo el territorio, ya que las principales ciudades quedan fuera de cualquier MRC (en francés: hors MRC). Para garantizar una cobertura territorial completa para ciertos fines, como el censo, se definen los territorios equivalentes.
La mayoría de los territorios equivalentes corresponden a determinadas aglomeraciones urbanas; los otros son Jamésie, Eeyou Istchee y Kativik, que conforman la región Nord-du-Québec.

## Territorios equivalentes por región
| Región administrativa | Región administrativa         | TE Y ISQ código geográfico | TE Y ISQ código geográfico |
| --------------------- | ----------------------------- | -------------------------- | -------------------------- |
| 02                    | Saguenay–Lac-Saint-Jean       | Saguenay                   | 941                        |
| 03                    | Capitale-Nationale            | Quebec                     | 23                         |
| 04                    | Mauricie                      | Shawinigan                 | 36                         |
| 04                    | Mauricie                      | Trois-Rivières             | 371                        |
| 04                    | Mauricie                      | La Tuque                   | 90                         |
| 05                    | Estrie                        | Sherbrooke                 | 43                         |
| 06                    | Montreal                      | Montreal                   | 66                         |
| 07                    | Outaouais                     | Gatineau                   | 81                         |
| 08                    | Abitibi-Témiscamingue         | Rouyn-Noranda              | 86                         |
| 10                    | Nord-du-Québec                | Jamésie                    | 991                        |
| 10                    | Nord-du-Québec                | Kativik                    | 992                        |
| 10                    | Nord-du-Québec                | Eeyou Istchee              | 993                        |
| 11                    | Gaspésie–Îles-de-la-Madeleine | Les Îles-de-la-Madeleine   | 01                         |
| 12                    | Chaudière-Appalaches          | Lévis                      | 251                        |
| 13                    | Laval                         | Laval                      | 65                         |
| 15                    | Laurentides                   | Mirabel                    | 74                         |
| 16                    | Montérégie                    | Longueuil                  | 58                         |